# 李曙光 (经济法学家)
李曙光（1963年—），男，江西人，法学博士，经济法学家。现任中国政法大学教授、博士生导师。为《中华人民共和国期货法》和《中华人民共和国企业国有资产法》立法起草小组成员，曾参与起草《中华人民共和国企业破产法》。曾任北京仲裁委员会委员。著有《法思想录》、《经济法学》等作品。

## 个人经历
曾就读于华东政法学院法律系和中国政法大学研究生院。
1983年获法学学士学位、1986年获法学硕士学位。
1989年任教于中国政法大学中国法律史研究所。
1991年，获法学博士学位。
2002年起在中国政法大学研究生院任职。